# Новичков, Николай Владимирович
Никола́й Влади́мирович Новичко́в (род. 24 декабря 1974, имени Войкова, Гороховецкий район, Владимирская область, РСФСР, СССР) — российский политический деятель, депутат Государственной думы VIII созыва от партии «Справедливая Россия» (с 19 сентября 2021 года). Доктор экономических наук, профессор. Министр культуры Пермского края в 2010—2012 годах. Из-за вторжения России на Украину находится под международными санкциями Евросоюза, США, Великобритании и ряда других стран.

## Биография
Николай Новичков родился 24 декабря 1974 года в селе имени Войкова Владимирской области.
В феврале 1995 года Новичков стал одним из победителей всероссийского студенческого конкурса «Будущий премьер-министр России». В 1996 году вошёл в Социалистическую народную партию Мартина Шаккума.
В 1997 году окончил Волго-Вятскую академию государственной службы (Нижегородский институт управления) по специальности «государственное и муниципальное управление».
В 1998—2006 годах был заместителем председателя движения «Родное Отечество», позже его исключили из этой организации. Движение было учреждено 11 октября 1998 Эриком Лобахом.
В 1998—2009 годах — преподаватель кафедры теории и организации управления Государственного университета управления, позже профессор. 
В 1999 году — аспирант Института государственного и муниципального управления Государственного университета управления. 
Являлся членом общественно-политического объединения Конгресс русских общин. 29 сентября 1999 года на съезде избирательного блока «Конгресс русских общин и движение Юрия Болдырева» был утверждён федеральный список кандидатов в депутаты на выборах в Государственную думу 3 созыва. Николай Новичков был выдвинут в составе списка, был в региональной группе «Нижегородская область» вторым после председателя Ассоциации жителей ветхого фонда города Нижний Новгород А. И. Светличного. Возглавляли список Юрий Болдырев, Дмитрий Рогозин, Виктор Глухих. По итогам выборов, состоявшихся 19 декабря 1999 года, список избирательного блока получил 0,62 % голосов и не преодолел 5-процентный барьер.
В 2000 году в Государственном университете управления защитил кандидатскую диссертацию по теме «Управление привлечением инвестиций на социально-экономическое развитие территории. Теоретико-методические аспекты»
Также был заместителем председателя движения «Союз молодых социал-демократов», возглавляемого Эриком Лобахом. В сентябре 2001 года на съезде движение "Союз молодых социал-демократов"переименовали в «Российский объединенный союз молодых социал-демократов».
В сентябре 2003 года Новичков стал заместителем исполнительного секретаря федерального совета избирательного блока «Родина». 7 декабря 2003 года участвовал в выборах в Государственную думу 4 созыва, по спискам избирательного блока «Родина», был пятым в региональной группе «Столица», по итогам мандат не получил. 
В 2004 году защитил докторскую диссертацию по теме «Теоретико-методологические аспекты организации управления системой федеральных органов исполнительной власти».
10 марта 2006 года решением политсовета общественно-политического движения «Родное Отечество» исключен из организации "за действия, противоречащие уставным и программным положениям ОПОД «Родное Отечество». В вину ему вменили антипатриотическое сотрудничество с нынешним руководителем Пермского музея современного искусства Маратом Гельманом, направленное «на развал дружественных движению организаций, а именно партии „Родина“, и за склонение других деятелей патриотической оппозиции к подобным действиям за средства в иностранной валюте, а также за аморальное поведение и пьянство».
2 декабря 2007 года в третий раз баллотировался в Госдуму, по списку партии «Справедливая Россия: Родина/Пенсионеры/Жизнь», был на седьмой позицию в региональной группе № 68 от Саратовской области, снова не прошёл. Работал помощником заместителя председателя Госдумы от партии «Справедливая Россия» А. М. Бабакова.
В апреле 2009 года в Перми Новичков создал и возглавлял в должности председателя межрегиональную общественную организацию «Национальная ассоциация добровольческих объединений» (НАДО). Вскоре он стал продвигать в Перми концепцию «оплачиваемого волонтёрства». Он заручился поддержкой губернатора Пермского края Олега Чиркунова.
В январе 2010 года назначен руководителем департамента территорий администрации губернатора Пермского края. СМИ назвали Новичкова «известным российским политтехнологом». Также в январе 2010 года назначен заместителем и. о. главы администрации губернатора Пермского края. В августе 2010 года сообщалось, что Николай Новичков возглавит проект «Культурный альянс» Марата Гельмана в Перми
24 декабря 2010 года при формировании нового правительства Пермского края губернатор Олег Чиркунов назначил Николая Новичкова министром культуры Пермского края. Предложение возглавить минкульт Новичкову сделал бывший министр культуры Борис Мильграм, назначенный 23 декабря одним из девяти вице-премьеров правительства Пермского края с кураторством проекта «Пермь — культурная столица Европы». Губернатор края Олег Чиркунов ещё в феврале 2010 года заявил о намерении превратить Пермь в культурную столицу Европы к 2016 году. Приступил к работе 11 января 2011 года. В августе 2011 года на презентации проекта «Хохловка life» в Хохловке Новичков прорекламировал экотуризм в образе крестьянина. В костюмированной  промо-акции участвовали его жена Ирина и 7-летняя дочь Соня. 
4 октября 2011 года министр культуры Прикамья Николай Новичков получил предложение возглавить федеральную дирекцию проекта «Культурный альянс». В середине октября 2011 года Новичков возглавил федеральную дирекцию проекта «Культурный альянс». Таким образом он стал совмещать должности в минкульте и «Культурном альянсе». 
11 ноября 2011 года директор КГУК «Пермский музей современного искусства» Марат Гельман на открытии форума «Культурный альянс» заявил, что «хотел бы видеть Николая Новичкова на должности исполнительного директора объединения «Культурного альянса».
28 декабря 2011 года Новичков покинул должность министра культуры Пермского края. В начале июля 2012 года Новичков покинул должность руководителя федеральной дирекции проекта «Культурный альянс». Сам он заявил, что переезжает в Москву, где планирует занять место преподавателя Высшей школы экономики. 
5 июля 2012 года стало известно, что Новичков будет назначен на должность заместителя главы Ростуризма. Новый министр министр культуры РФ Владимир Мединский заявил: «Я сам его позвал в Москву, скоро он будет оформлен». В ходе реорганизации правительства РФ сфера туризма была передана от министерства спорта в ведение министерства культуры. 17 июля 2012 года Новичков был назначен заместителем главы федерального агентства по туризму (Ростуризм) Александра Радькова. 
5 сентября 2014 года был включён в состав экспертного совета при правительстве РФ, руководил рабочей группой по развитию туризма.
В 2016 году баллотировался на должность ректора РГГУ, был одним из семи кандидатов. Учёный совет вуза большинством голосов избрал ректором завкафедрой социальной философии Евгения Ивахненко. 
В начале 2017 года был переназначен на пост в Правительстве РФ. В марте врио губернатора Новгородской области Андрей Никитин пригласил Новичкова на работу в своё правительство. С 1 марта 2017 года он был назначен советником губернатора Новгородской области. Никитин готовился в выборам губернатора в сентябре. Работал на должности советника врио губернатора с марта по октябрь 2017 года. Никитин, выдвинутый партией «Единая Россия», был избран и 14 октября 2017 года вступил в должность губернатора Новгородской области.
В октябре 2017 года Новичков вновь назначен руководителем рабочей группы по развитию туризма экспертного совета правительства РФ и советником министра культуры России Владимира Мединского.

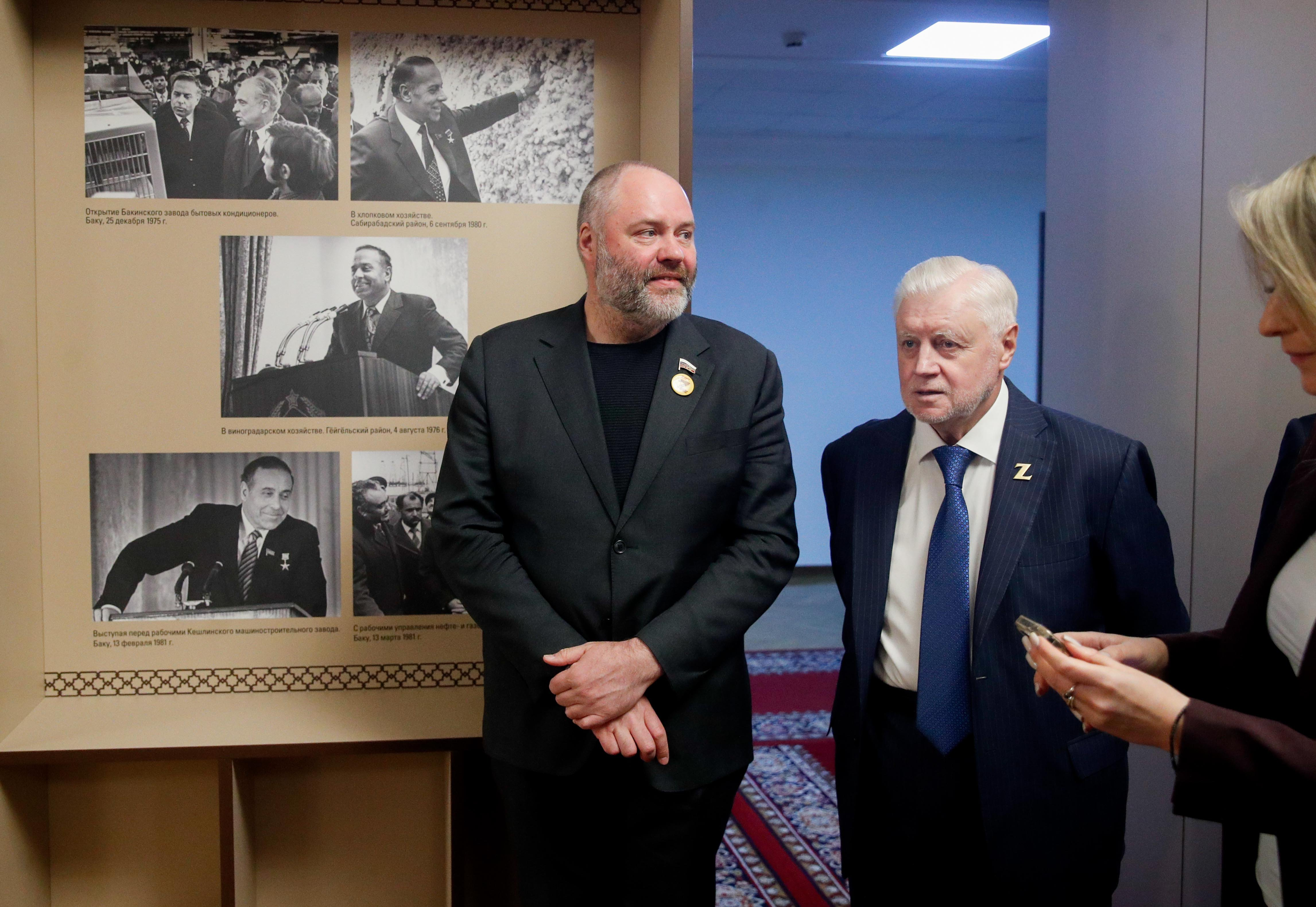
С председателем партии СЗРП Сергеем Мироновым. Май 2023 года.

В феврале 2021 года, после объединения партии «За правду» со «Справедливой Россией», Новичков стал членом центрального совета объединённой партии «Справедливая Россия — За правду». Был назначен заместителем руководителя центрального аппарата СРЗП, вошёл в состав палаты депутатов и в программный комитет. 
19 сентября 2021 года был избран в Госдуму 8 созыва по списку партии «Справедливая Россия — За правду». Новичков баллотировался под первым номером в региональной группе № 31 (от Кемеровской, Томской областей и Ханты-Мансийского автономного округа). В Госдуме стал членом комитета по развитию Дальнего Востока и Арктики.
22 ноября 2021 года как заместитель руководителя Федерального агентства по туризму участвовал в заседании Совета глав субъектов Российской Федерации при МИД России. Председателем на заседании был министра иностранных дел России Сергей Лавров. Новичков выступил с сообщением на тему продвижения туристского потенциала регионов.
На фоне вторжения России на Украину Новичков был включён в санкционные списки Евросоюза, Великобритании, США, Швейцарии, Австралии, Японии, Украины и Новой Зеландии. 24 февраля 2023 года внесён в санкционный список Канады как «причастный к продолжающемуся нарушению Россией суверенитета и территориальной целостности Украины».
В 2025 году предложил внести Ивана Урганта в т.н. иноагенты, написав запрос в Минюст РФ.